# Abou Lô
Ababacar Moustapha „Abou“ Lô (* 2. Januar 2000 in Dakar) ist ein senegalesischer Fußballspieler, der beim FC Metz in der Ligue 1 unter Vertrag steht.

## Karriere
Lô begann seine fußballerische Ausbildung bei der AS Génération Foot. Dort spielte er im Jahr 2018 bereits zweimal in den ersten Runden des CAF Confederation Cup. Im Februar 2019 wechselte er nach Frankreich zum Erstligisten FC Metz. In der Saison 2019/20 kam er dort jedoch nur für die zweite Mannschaft zum Einsatz, stieg mit dieser allerdings in die National 2 auf. Für die Saison 2020/21 wurde er an den belgischen Zweitligisten RFC Seraing verliehen. Dort kam er in der gesamten Saison zu keinem Einsatz, stand lediglich sechsmal im Spieltagskader. Nach seiner Rückkehr erhielt er bei Metz einen Profivertrag, wurde für die Spielzeit 2021/22 allerdings an den Drittligisten SO Cholet verliehen. Dort spielte er 28 Ligaspiele und traf dabei als Innenverteidiger sechsmal. Nach seiner Rückkehr spielte er bei Metz weitere Male für die zweite Mannschaft, stand jedoch schon einige Male im Spieltagskader der mittlerweile zweitklassig spielenden Profis. Am 6. Februar 2023 (22. Spieltag) debütierte er nach später Einwechslung bei einem 2:0-Sieg über den SC Amiens in der Ligue 2. 2022/23 kam er in der Ligue 2 auf fünf Profieinsätze, jedoch spielte er nie länger als wenige Minuten. Nach dem Vizemeistertitel und dem Aufstieg in die Ligue 1 debütierte er am ersten Spieltag gegen Stade Rennes.

## Erfolge
FC Metz B
- Meister der National 3: 2020  ▲

FC Metz
- Vizemeister der Ligue 2: 2023  ▲